# Sociedad Deportiva Balmaseda Fútbol Club
Sociedad Deportiva Balmaseda Fútbol Club es un equipo de fútbol español localizado en Valmaseda (Vizcaya), País Vasco. Fundado el 2 de agosto de 1914, actualmente juega en Tercera División - Grupo 4.[actualizar] Disputa los partidos como local en La Baluga, con capacidad de 1500 espectadores.

## Historia
Sociedad Deportiva Balmaseda Fútbol Club fue fundado el 2 de agosto de 1914. El mismo día el club debutó contra el equipo reserva del Arenas de Getxo en el campo del Nocedal.

## Temporadas
| Temporada | Nivel | División   | Posición | Copa del Rey |
| --------- | ----- | ---------- | -------- | ------------ |
| 1948–69   | 5     | Regional   | —        |              |
| 1969/70   | 4     | Reg.Pref.  | 1°       |              |
| 1970/71   | 4     | Reg.Pref.  | 5°       |              |
| 1971/72   | 4     | Reg.Pref.  | 15°      |              |
| 1972/73   | 4     | Reg.Pref.  | 8°       |              |
| 1973/74   | 4     | Reg.Pref.  | 8°       |              |
| 1974/75   | 4     | Reg.Pref.  | 3°       |              |
| 1975/76   | 4     | Reg.Pref.  | 6°       |              |
| 1976/77   | 4     | Reg.Pref.  | 1°       |              |
| 1977/78   | 4     | 3ª         | 14°      |              |
| 1978/79   | 4     | 3ª         | 9°       |              |
| 1979/80   | 4     | 3ª         | 7°       |              |
| 1980/81   | 4     | 3ª         | 7°       |              |
| 1981/82   | 4     | 3ª         | 19°      |              |
| 1982/83   | 5     | Reg. Pref. | 7°       |              |
| 1983/84   | 5     | Reg. Pref. | 2°       |              |
| 1984/85   | 5     | Reg. Pref. | 3rd      |              |
| 1985/86   | 5     | Reg. Pref. | 17°      |              |
| 1986/87   | 5     | Reg. Pref. | 16°      |              |
| 1987/88   | 5     | Reg. Pref. | 3°       |              |

| Temporada | Nivel | División   | Posición | Copa del Rey |
| --------- | ----- | ---------- | -------- | ------------ |
| 1988/89   | 5     | Reg. Pref. | 14°      |              |
| 1989/90   | 5     | Reg. Pref. | 7°       |              |
| 1990/91   | 5     | Reg. Pref. | 11°      |              |
| 1991/92   | 5     | Reg. Pref. | 4°       |              |
| 1992/93   | 5     | Reg. Pref. | 1°       |              |
| 1993/94   | 4     | 3ª         | 13°      |              |
| 1994/95   | 4     | 3ª         | 5°       |              |
| 1995/96   | 4     | 3ª         | 15°      |              |
| 1996/97   | 4     | 3ª         | 19°      |              |
| 1997/98   | 5     | Reg. Pref. | 7°       |              |
| 1998/99   | 5     | Reg. Pref. | 4°       |              |
| 1999/00   | 5     | Reg. Pref. | 7°       |              |
| 2000/01   | 5     | Reg. Pref. | 11°      |              |
| 2001/02   | 5     | Reg. Pref. | 16°      |              |
| 2002/03   | 6     | Reg. Pref. | 1°       |              |
| 2003/04   | 5     | Div. Hon.  | 18°      |              |
| 2004/05   | 6     | Reg. Pref. | 4°       |              |
| 2005/06   | 6     | Reg. Pref. | 10°      |              |
| 2006/07   | 6     | Reg. Pref. | 2°       |              |
| 2007/08   | 5     | Div. Hon.  | 14°      |              |

| Temporada | Nivel | División  | Posición | Copa del Rey |
| --------- | ----- | --------- | -------- | ------------ |
| 2008/09   | 5     | Div. Hon. | 2°       |              |
| 2009/10   | 5     | Div. Hon. | 9°       |              |
| 2010/11   | 5     | Div. Hon. | 1°       |              |
| 2011/12   | 4     | 3ª        | 16°      |              |
| 2012/13   | 4     | 3ª        | 17°      |              |
| 2013/14   | 4     | 3ª        | 9°       |              |
| 2014/15   | 4     | 3ª        | 9°       |              |
| 2015/16   | 4     | 3ª        | 4°       |              |
| 2016/17   | 4     | 3ª        | 9°       |              |
| 2017/18   | 4     | 3ª        | 9°       |              |
| 2018/19   | 4     | 3ª        | 5°       |              |
| 2019/20   | 4     | 3ª        | 12°      |              |

- 23 temporadas en Tercera División

## Honores
- División de Honor: 2010–11